# カジュダン–ルスティック多項式
表現論において、コクセター群 W に付随するカジュダン・ルスティック多項式（カジュダン・ルスティックたこうしき、英: Kazhdan–Lusztig polynomial）Py, w(q) とは、W の元 y, w でパラメトライズされたある整数係数多項式の族のことである。この多項式は、1979年にデイビッド・カジュダンとジョージ・ルスティックによって、W に付随するヘッケ環のある基底を用いて導入された。特に W としては半単純リー群 G に付随するワイル群が代表的である。この場合、カジュダン・ルスティック多項式は、G の旗多様体上の交叉コホモロジーを用いた幾何学的記述を持ち、G のリー環 {\displaystyle {\mathfrak {g}}} の表現論を記述するために重要な役割を果たしている（カジュダン・ルスティック予想）。この多項式やその類似物は、その後の幾何学的表現論の発展における契機となったのみならず、現在でも表現論における中心的な研究対象のひとつである。

## 動機と歴史
1978年春、カジュダンとルスティックは、代数群 G の冪単共役類の研究と関連して、G に付随するワイル群 W の表現を ℓ 進コホモロジー群上に実現するシュプリンガー表現を研究していた。彼らはこの表現の複素数体上での新しい実現を与えた。この表現には2つの自然な基底が存在し、その変換行列が本質的にはカジュダン・ルスティック多項式で与えられることになるが、彼らが実際にカジュダン・ルスティック多項式を構成した方法はもっと初等的な方法であった。それはコクセター群に付随するヘッケ環とその表現に対するある標準的な基底を構成することであった。
カジュダン・ルスティックは最初の論文で、これらの多項式はシューベルト多様体における局所ポアンカレ双対性の破れと関係していることを指摘し、1980年の論文でこの観点をマーク・ゴレスキーとロバート・マクファーソンによる交叉コホモロジーの概念を用いて説明した。さらに交叉コホモロジー群の次元を用いてこれらの基底の別の定義を与えた。
半単純リー環のある無限次元表現の圏に対するグロタンディーク群には、ヴァーマ加群と既約加群から得られる2つの基底が存在する。カジュダン・ルスティックの得たシュプリンガー表現の2つの基底は、この類似であるように思われた。この類似性と、ワイル群の表現とリー環の展開環の原始イデアルとを結びつけるヤンツェンとヨゼフの仕事をもとに、彼らはカジュダン・ルスティック予想を定式化し、半単純リー環の表現論とカジュダン・ルスティック多項式を結びつけた。

## 定義
(W, S) をコクセター群とそのコクセター生成系とし、ℓ(w) を W の元 w の長さ、すなわち w を S の元の積で表示したときの最短の長さとする。W に付随するヘッケ環は、{Tw}w ∈ W という Z[q1/2, q−1/2] 上の基底を持つ。これらの基底の元の積は
{\displaystyle {\begin{cases}T_{y}T_{w}=T_{yw},&{\text{if }}\ell (yw)=\ell (y)+\ell (w),\\(T_{s}+1)(T_{s}-q)=0,&{\text{if }}s\in S\end{cases}}}
で定義される。
カジュダン・ルスティック多項式 Py, w(q) は W の元 y, w でパラメトライズされ、次の性質を満たすものとして一意的に定まる：
- W 上のブリュア順序（英語版）に関して、y ≤ w でない限り、値は 0 であり、y = w のとき値は 1 で、y < w のとき、q に関する次数が高々 (ℓ(w) − ℓ(y) − 1)/2 である。
- ヘッケ環の元{\displaystyle C'_{w}=q^{-\ell (w)/2}\sum _{y\leq w}P_{y,w}T_{y}}は、{\displaystyle q^{1/2}\mapsto q^{-1/2},T_{w}\mapsto (T_{w^{-1}})^{-1}}で定まるヘッケ環上の対合 D に関して不変である。

このとき、C′w は、ヘッケ環の Z[q1/2, q−1/2]-加群としての基底を与える。この基底をカジュダン・ルスティック基底と呼ぶ。
カジュダン・ルスティック多項式の存在を証明するために、彼らは Ry, w(q) という、より基本的な多項式を用いて、Py, w(q) を簡単な帰納法で計算する方法を与えた。その多項式 Ry, w(q) は
{\displaystyle T_{y^{-1}}^{-1}=\sum _{x}D(R_{x,y})q^{-\ell (x)}T_{x}}
で定義され、帰納的に
{\displaystyle R_{x,y}={\begin{cases}0,&{\text{if }}x>y,\\1,&{\text{if }}x=y,\\R_{sx,sy},&{\text{if }}sx<x{\text{ and }}sy<y,\\R_{xs,ys},&{\text{if }}xs<x{\text{ and }}ys<y,\\(q-1)R_{sx,y}+qR_{sx,sy},&{\text{if }}sx>x{\text{ and }}sy<y\end{cases}}}
と求められる。カジュダン・ルスティック多項式は
{\displaystyle {\begin{aligned}&q^{(\ell (w)-\ell (x))/2}D(P_{x,w})-q^{(\ell (x)-\ell (w))/2}P_{x,w}\\&\qquad =\sum _{x<y\leq w}(-1)^{\ell (xy)}q^{(-\ell (x)+2\ell (y)-\ell (w))/2}D(R_{x,y})P_{y,w}\end{aligned}}}
という関係式の左辺を q1/2, q−1/2 の多項式とみたときに定数項がないことを用いて帰納的に計算することができる。この公式を手で計算するのは、コクセター群の階数が3を超えると非常に大変であるが、コンピュータで計算するのには向いている。ただし、階数が大きくなれば、W の位数が大きくなるため、この多項式の族の数が膨大になり、コンピュータの記憶容量を超えてしまう限界がある。

## 例
- y ≤ w のとき、Py, w(q) の定数項は 1 である。
- y ≤ w かつ {\displaystyle \ell (w)-\ell (y)} が 0, 1, 2 のいずれかであるなら、Py, w(q) = 1 である。
- W を有限コクセター群とし、w0 をその最長元とすると、すべての y に対して Py, w0(q) = 1 である。
- W を A1 型または A2 型（あるいはより一般に高々階数2の）コクセター群とする。このとき、y ≤ w ならば Py, w0(q) = 1 であり、それ以外はすべて 0 である。
- W を A3 型のコクセター群とし、その生成系を S = {a, b, c} とし、a と c が可換であるとする。このとき、Pb, bacd(q) = 1 + q, Pac, acbca(q) = 1 + q であり、定数ではない多項式の例になっている。
- 階数の小さいコクセター群においては、カジュダン・ルスティック多項式は単純な形をしているが、階数が大きくなるとそうはいかなくなる。例えば、E8 の分解型において、最も複雑なカジュダン・ルスティック・ヴォーガン多項式（カジュダン・ルスティック多項式の変種）は次のような形をしている：

{\displaystyle {\begin{aligned}&{}\qquad 152\,q^{22}+{\textrm {3,472}}\,q^{21}+{\textrm {38,791}}\,q^{20}+{\textrm {293,021}}\,q^{19}+{\textrm {1,370,892}}\,q^{18}\\&{}+{\textrm {4,067,059}}\,q^{17}+{\textrm {7,964,012}}\,q^{16}+{\textrm {11,159,003}}\,q^{15}+{\textrm {11,808,808}}\,q^{14}\\&{}+{\textrm {9,859,915}}\,q^{13}+{\textrm {6,778,956}}\,q^{12}+{\textrm {3,964,369}}\,q^{11}+{\textrm {2,015,441}}\,q^{10}\\&{}+{\textrm {906,567}}\,q^{9}+{\textrm {363,611}}\,q^{8}+{\textrm {129,820}}\,q^{7}+{\textrm {41,239}}\,q^{6}+{\textrm {11,426}}\,q^{5}\\&{}+{\textrm {2,677}}\,q^{4}+492\,q^{3}+61\,q^{2}+3\,q.\end{aligned}}}
また、パトリック・ポロは、定数項が1で非負整数係数であるようなどんな多項式も、ある階数の対称群のある元の対に付随するカジュダン・ルスティック多項式であることを示している (Polo 1999)。

## カジュダン・ルスティック予想
カジュダン・ルスティック多項式は、ヘッケ環の標準的な基底と自然な基底の間の変換係数として現れている。Inventiones 誌の論文において、カジュダン・ルスティックはカジュダン・ルスティック予想として知られている2つの同値な予想を提出した。この予想は、複素半単純リー群およびリー環の表現論において長年の懸案であった問題と、カジュダン・ルスティック多項式の q = 1 での値とを結びつけるものであった。
W を有限ワイル群とし、ρ を対応するルート系の正ルートの総和の半分（ワイルベクトル）とおく。W の元 w に対し、Mw を最高ウェイト −w(ρ) − ρ のヴァーマ加群とし、Lw をその既約商、すなわち最高ウェイト −w(ρ) − ρ の既約加群とする。Mw と Lw はともに、W に対応する複素半単純リー環 {\displaystyle {\mathfrak {g}}} 上の局所有限なウェイト加群であり、代数的指標が意味を持つ。一般に {\displaystyle {\mathfrak {g}}}-加群 X の指標を ch(X) とかく。カジュダン・ルスティック予想とは次のようなものである：
{\displaystyle {\begin{aligned}\operatorname {ch} (L_{w})&=\sum _{y\leq w}(-1)^{\ell (w)-\ell (y)}P_{y,w}(1)\operatorname {ch} (M_{y}),\\\operatorname {ch} (M_{w})&=\sum _{y\leq w}P_{w_{0}w,w_{0}y}(1)\operatorname {ch} (L_{y}).\end{aligned}}}
ここで w0 は W の最長元である。
これらの予想は、Beilinson & Bernstein (1981) と Brylinski & Kashiwara (1981) によって独立に証明された。一連の証明の中で導入された方法は、1980年代、1990年代を通じて、幾何学的表現論と呼ばれる手法の発展を導いた。

### 注意
1. 2つの予想は同値であることが知られている。さらに、ボルホ・ヤンツェンの translation principle を用いれば、ρ を任意の支配的正則な整ウェイトに取り替えることができる。従って、カジュダン・ルスティック予想は、BGG圏（英語版） {\displaystyle {\mathcal {O}}} の正則かつ整のブロックにおけるヴァーマ加群のジョルダン・ヘルダー重複度を記述していることになる。
2. ヤンツェン予想からカジュダン・ルスティック多項式に対する類似の解釈を与えることができる。この予想は大雑把に述べると、Py, w(q) の個別の係数が、ヤンツェンフィルターと呼ばれるヴァーマ加群のフィルターの次数商に現れる Ly の重複度を記述しているというものである。正則かつ整の場合におけるヤンツェン予想は、ベイリンソン・ベルンシュタインの後の論文によって示された。
3. デビッド・ヴォーガンはこの予想から

{\displaystyle P_{y,w}(q)=\sum _{i}q^{i}\dim(\operatorname {Ext} ^{\ell (w)-\ell (y)-2i}(M_{y},L_{w}))}
 が導かれることを示し、さらに {\displaystyle \operatorname {Ext} ^{j}(M_{y},L_{w})} は {\displaystyle j+\ell (w)+\ell (y)} が奇数のときは消えていることを示した。従って、圏 {\displaystyle {\mathcal {O}}} における Ext群の次元はカジュダン・ルスティック多項式の係数で決定されることになる。このことは、有限ワイル群に対するカジュダン・ルスティック多項式の係数はすべて非負整数であることを示している。しかし、これらの係数の非負性は、交叉コホモロジー群の次元として解釈することにより、カジュダン・ルスティック予想とは関係なく示されている。逆に、カジュダン・ルスティック多項式とExt群との関係を予想の証明に用いようとすることは理論的には可能であるが、この方法で予想を証明することは実際には難しいということがわかっている。
1. カジュダン・ルスティック予想の特別な場合は簡単に示すことが出来る。例えば、M1 は反支配的 (antidominant) なヴァーマ加群であるが、既約になることが知られている。すなわち、M1 = L1 である。これは第2の予想の w = 1 の場合にあたり、和は y = w = 1 の一項のみになっている。他方、第1の予想の w = w0 の場合は、ワイルの指標公式・ヴァーマ加群の指標公式と Py, w0 = 1 であることを用いて導かれる。
2. Kashiwara (1990) は、一般の対称化可能なカッツ・ムーディ代数に対するカジュダン・ルスティック予想の一般化を証明した。

## シューベルト多様体の交叉コホモロジーとの関連
G をワイル群 W をもつ代数群とし、B をそのボレル部分群とする。ブリュア分解によると、商空間 G/B は W の元 w でパラメトライズされたアフィン空間 Xw に分割される。Xw の閉包をシューベルト多様体と呼ぶ。ドリーニュの示唆のもとカジュダン・ルスティックは、カジュダン・ルスティック多項式がシューベルト多様体の交叉コホモロジー群を用いてどのように記述されるかを示した。
より正確に述べると、カジュダン・ルスティック多項式 Py, w(q) は
{\displaystyle P_{y,w}(q)=\sum _{i}q^{i}\dim IH_{X_{y}}^{2i}({\overline {X_{w}}})}
と表される。右辺の意味は次の通りである。まず w に対応するシューベルト多様体 {\displaystyle {\overline {X_{w}}}} の交叉コホモロジーを超コホモロジーに持つような層の複体 IC を取る。この複体の 2i 次のコホモロジー層を取り、Xy の任意の点における茎 {\displaystyle IH_{X_{y}}^{2i}({\overline {X_{w}}})} を取る。それらの次元を qi 倍したものの和が右辺である。奇数次元のコホモロジー群は消えているので和の中には現れない。
これは有限ワイル群に対するカジュダン・ルスティック多項式のすべての係数が非負であることの最初の証明を与えるものであった。

## 実リー群への一般化
ルスティック・ヴォーガン多項式（これもカジュダン・ルスティック多項式と呼ばれたり、カジュダン・ルスティック・ヴォーガン多項式と呼ばれることもある）は、Lusztig & Vogan (1983) において導入された。これはカジュダン・ルスティック多項式の類似物であるが、実半単純リー群の表現論を記述するために導入されたものであり、ユニタリ双対の記述に関する予想において主要な役割を担っている。その定義はカジュダン・ルスティック多項式にくらべてより複雑であるが、それは複素半単純リー群に比べて実半単純リー群の表現が複雑であることを反映である。
表現論と直接関係する差異を両側剰余類の言葉で説明する。複素リー群 G とそのボレル部分群 B から作られる複素旗多様体 G/B 上の作用に関する類似を考える。もとのカジュダン・ルスティック多項式の場合は、
{\displaystyle B\backslash G/B}
の分解についてのもので、これはブリュア分解という古典的な主題であり、グラスマン多様体中のシューベルト胞体以前のものである。ルスティック・ヴォーガン多項式の場合は、G の実形 GR とその極大コンパクト部分群 KR とその複素化 K を考える。このとき研究の対象は
{\displaystyle K\backslash G/B}
である。
2007年3月、E8 の分解型の場合に、ルスティック・ヴォーガン多項式が計算されたと発表された。

## 他の表現論的対象への一般化
カジュダン・ルスティックの第2の論文において、カジュダン・ルスティック多項式の幾何学的な、すなわち旗多様体中のシューベルト多様体の特異点の幾何を用いた定義が与えられた。ルスティックのその後の多くの研究において、特異点を持つような代数多様体の中で表現論において自然に現れるような多様体、特に冪零軌道や箙多様体の文脈においても、カジュダン・ルスティック多項式の類似物を発見した。それらの研究によって、量子群、モジュラーリー代数、アフィンヘッケ環の表現論は、カジュダン・ルスティック多項式の類似物によって精密に統制されていることがわかった。それらの多項式は初等的に定義されるものの、表現論において必要となる深い性質は、例えば交叉コホモロジーや偏屈層、ベイリンソン・ベルンシュタイン・ドリーニュの分解定理のように、洗練された現代的な代数幾何やホモロジー代数の手法から導かれる。
また、カジュダン・ルスティック多項式の係数は、ゾーゲル両側加群のなす圏の中におけるある射の空間の次元に一致すると予想されている。この予想は、任意のコクセター群に対してカジュダン・ルスティック多項式の係数の意味づけを与えるという点では、現在知られている唯一のものである。

## 組合せ論
カジュダン・ルスティック多項式やその一般化の持つ組合せ論的な性質は現在も活発に研究されている。
表現論や代数幾何におけるカジュダン・ルスティック多項式の重要性に鑑み、カジュダン・ルスティック多項式の理論を純組合せ論的に、すなわち旗多様体の幾何学的考察を用いることはあっても、交叉コホモロジーなどの高級な道具を用いることなしに理解するいくつかの試みがなされている。この試みは、代数的組合せ論において、シューベルト多様体の特異性を組合せ論的に記述し、カジュダン・ルスティック多項式の係数に関する評価を与える pattern-avoidance phenomenon のような興味深い発展を導いた。Björner & Brenti (2005) や Billey & Lakshmibai (2000) を参照。
2005年現在、カジュダン・ルスティック多項式の係数すべてを（何らかの自然な集合の濃度の形で）組合せ論的に解釈する方法は、対称群の場合においてさえ知られていない。しかし、多くの特殊な場合において係数に対する具体的な公式は知られている。